# 金城镇 (仪陇县)
金城镇，是中华人民共和国四川省南充市仪陇县下辖的一个乡镇级行政单位。2019年9月，撤销双盘乡和中坝乡，将其所属行政区域划归金城镇管辖。

## 行政区划
金城镇下辖以下地区：
南山社区、建北社区、奎星社区、状元社区、禹宫社区、双龙社区、西南社区、西寺社区、金新社区、佛二村、华堂村、石榴村、梭坡村、罩板村、花牌村、大岩村、中华村、三堆村、蔡庙村、北台村、小柏村、电光村、龙泉村、谢家村、铜沟村、金马村、大桥村、双木村、双堂村、虎嘴村、红岩村、龙桥村、柳荫村和金印村、长青村、红华村、明阳村、天井村、大顶村、蜀光村、大仪村、红金村和向阳村、双盘庙村、回龙桥村、高石坎村、金鸡桥村、立石子村、蒲家祠村、罗盘石村、冉家沟村、洞崖湾村和花园沟村。